# Pectis juniperina
Pectis juniperina là một loài thực vật có hoa trong họ Cúc. Loài này được Rydb. mô tả khoa học đầu tiên năm 1916.